# Rocket to Russia (Queers)
Rocket to Russia è una cover dell'intero omonimo album del 1977 dei Ramones, opera del gruppo musicale pop punk The Queers, pubblicata nel 1994 dalla Selfless Records.
Questo tipo di esercizio è divenuto molto comune quando, nel corso della loro carriera, il repertorio dei Ramones ha cominciato ad essere considerato un "classico" del punk da eseguire quasi religiosamente in maniera identica all'originale.
La medesima operazione è stato compiuta, ad esempio dagli Screeching Weasel con il loro quarto album "Ramones", pubblicato nel 1992, qui veniva rieseguito integralmente l'album d'esordio dei "fast-four".

## Tracce
1. Cretin Hop
2. Rockaway Beach
3. Here Today, Gone Tomorrow
4. Locket Love
5. I Don't Care
6. Sheena Is a Punk Rocker
7. We're a Happy Family
8. Teenage Lobotomy
9. Do You Wanna Dance?
10. I Wanna Be Well
11. I Can't Give You Anything
12. Ramona
13. Surfin' Bird
14. Why Is It Always This Way?

## Formazione
- Joe King - chitarra, voce
- B-Face - basso, voce
- Jay - batteria